# ウィエンサー郡
座標: 北緯18度35分54秒 東経100度44分24秒 / 北緯18.59833度 東経100.74000度
ウィエンサー郡（ウィエンサーぐん）はタイ北部・ナーン県にある郡（アムプー）である。

## 名称
ウィエンサーとは「カジノキの城壁都市」と言う意味である。

## 歴史
1908年、ムアンナーン郡からタムボン・ムアンサー、タムボン・アーイナーライ、タムボン・バーンサーン、タムボン・バーンクン、タムボン・ポンサヌック、タムボン・ナムプワ、タムボン・ライナーンが分離してムアンサー分郡（キンアムプー）が成立した。このムアンサー分郡が現在のウィエンサー分郡の原型である。1909年、分郡から郡（アムプー）へ昇格した。1917年、郡庁がタムボン・ブンユーンにあったことからブンユーン郡と改称された。1939年旧称に戻されることになったが、県庁所在地を連想させるムアンが取り除かれサー郡と改称した。1986年1月23日郡はウィエンサーと改称した。

## 地理
郡の中心部はナーン川の形成した盆地にある。その東西を山岳地帯が囲んでいる。
交通は国道101号線が北から南西にとっており、北にナーン方面、南西にデンチャイ方面と通じる。国道1243号線が北に延びておりメーチャリム方面と通じる。また国道1026号線が南に延びており、ナームーン方面とつながっている。

## 経済
郡内の主な産業は農業である。主な生産物はロンガン、トウモロコシ、レイシ、マンゴーである。

## 行政区分
郡は17のタムボンに分かれ、さらにその下位に126の村（ムーバーン）がある。自治体（テーサバーン）があり、以下のようになっている。
- テーサバーンタムボン・クラーンウィエン・・・タムボン・クラーンウィエンの一部

また郡内には15のタムボン行政体（オンカーンボーリハーンスワンタムボン）がある。
1. タムボン・クラーンウィエン・・・ตำบลกลางเวียง
2. タムボン・クン・・・ตำบลขึ่ง
3. タムボン・ライナーン・・・ตำบลไหล่น่าน
4. タムボン・ターンチュム・・・ตำบลตาลชุม
5. タムボン・ナールアン・・・ตำบลนาเหลือง
6. タムボン・ナムムワップ・・・ตำบลน้ำมวบ
7. タムボン・ナムプワ・・・ตำบลน้ำปั้ว
8. タムボン・ヤープフワナー・・・ตำบลยาบหัวนา
9. タムボン・ポンサヌック・・・ตำบลปงสนุก
10. タムボン・アーイナーライ・・・ตำบลอ่ายนาไลย
11. タムボン・サーンナーノーンマイ・・・ตำบลส้านนาหนองใหม่
12. タムボン・メーカミン・・・ตำบลแม่ขะนิง
13. タムボン・メーサーコーン・・・ตำบลแม่สาคร
14. タムボン・チョームチャン・・・ตำบลจอมจันทร์
15. タムボン・メーサー・・・ตำบลแม่สา
16. タムボン・トゥンシートーン・・・ตำบลทุ่งศรีทอง